# Asperges me

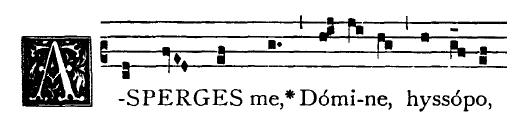

Asperges me est l'incipit d'une antienne grégorienne. L'origine de cette antienne se trouve dans le chant vieux-romain en faveur de la procession.

## Texte
| antienne          | latin                                                                             | français                                                                                               |
| ----------------- | --------------------------------------------------------------------------------- | --- |
| Psaume 51 (50), 9 | Asperges me, Domine, hyssopo, et mundabor ; lavabis me, et super nivem dealbabor. | Aspergez-moi, Seigneur, avec l'hysope, et je serai pur lavez-moi, et je serai plus blanc que la neige. |

| verset                         | latin                                                   | français                                                     |
| ------------------------------ | ------------------------------------------------------- | ------------------------------------------------------------ |
| Psaume 51 (50), 1 (facultatif) | Miserere mei, Deus, secundum magnam misericordiam tuam. | Ayez pitié de moi, mon Dieu, selon votre grande miséricorde. |

Le verset est chanté selon la durée du rite de bénédiction, normalement en tant que procession de célébrants. Quand bien même la doxologie Gloria Patri... devrait toujours être chantée à la fin, lors de l'exécution de l'Asperges me, elle suit exceptionnellement le verset,, car leurs mélodies sont identiques. D'où, on chante : antienne - verset - doxologie Gloria Patri... - antienne. Si la procession dure plus longue, on adapte à la durée requise comme : antienne - verset - antienne -... - doxologie - antienne. Cette structure se trouve dans les missels romains les plus anciens selon lesquels l'évêque était demandé de signaler au chœur lorsque l'action liturgique s'accomplissait.

## Usage liturgique
Il s'agit d'une antienne qui accompagne, dans la messe, le rite de la bénédiction et de l'aspersion de l'eau bénite (projection en forme de pluie, à l'aide d'un aspersoir, le goupillon). Durant le temps pascal, celle-ci est remplacée par la Vidi aquam de laquelle le texte contient de l'alléluia. Cette utilisation était précisée dans les manuscrits anciens grégoriens. Ainsi, cela se trouve dans le manuscrit 339 de la bibliothèque de l'abbaye de Saint-Gall, graduel copié entre 980 et 1000 [manuscrit en ligne], à la fin de la page précédente (folio 169) : « AD SPARGENDA AQUA » ainsi qu'un autre manuscrit de Saint-Gall, conservé à Bamberg [manuscrit en ligne] (entre 900 et 973).
Au Vatican, cette antienne était anciennement exécutée en tant que chant de la procession. Un manuscrit du chant vieux-romain tardivement copié en 1071, dit Graduel du Transtévère, contient de l'antienne (folios 125v - 126r) (voir ci-dessous). Cette version en vieux-romain y était gardée jusqu'à ce qu'Innocent III († 1216) fasse remplacer le chant vieux-romain par le chant grégorien. À la ville éternelle, les deux antiennes coexistaient donc auprès du Saint-Siège et à l'extérieur, au Moyen Âge.

## Plusieurs mélodies grégoriennes
Cette antienne connaît de nombreuses variantes [synopsis de notations en quatre lignes].
La version, que l'on chante de nos jours très fréquemment [lire en ligne], reste tardive, à partir du XIIIe siècle. Il s'agit d'une mélodie évoluée et plus ornée de la version ancienne, trouvée dans les manuscrits du Xe siècle, toujours en septième mode. Cette version moins ancienne approchait au mode majeur et perdit partiellement la caractéristique du chant grégorien authentique. Ainsi, après les mots lavabis me, le terme et, sans importance, s'ornait avec le quilisma, formant le deuxième sommet mélodique. Au contraire, dans la version ancienne, le sommet est singulièrement et théologiquement attribué au terme Dómine, duquel l'élan mélodique remonte au fa pour la syllabe accentuée ó. Aussi se trouve une bonne cohérence entre le texte et la mélodie dans cette version authentique grégorienne.
Il existe aussi une autre pièce en quatrième mode.
D'où, il n'est pas facile à identifier la mélodie originale ni la mélodie définitive. Le choix était confié aux exécutants. Ainsi, le Graduale triplex (1979) présente tous ces trois versions (p. 707 - 708). Au contraire, le Graduale novum sorti en 2011 ne présente que la version du XIIIe siècle (p. 423), selon la tendance de l'usage actuel.
Au regard du verset, il s'agit d'une psalmodie courte. En comparaison des mélodies anciennes, cette psalmodie aussi est très ornées, mais la caractéristique grégorienne se conserve. Le teneur ré y est respecté tandis que la note finale reste sol. Un quilisma s'emploie pour le terme misericórdiam, la syllabe accentuée ó. Ce sommet musical est correctement attribué au mot important qui représente le sujet de ce psaume.

## Origine, chant vieux-romain
L'origine de cette antienne se trouve dans le manuscrit copié en 1071 par l'archiprêtre Jean, auprès de l'église Sainte-Cécile-du-Transtévère. Le copiste donnait sa rubrique : « AH AD PROCESSIONEM », donc, il s'agissait d'une antienne processionnelle.
Ce manuscrit du chant vieux-romain explique la structure de l'usage actuel [manuscrit en ligne]. Elle était entonnée par le célébrant :
antienne : ASPERGES ME YSOPO, et mundabar, lavabis me, et sup[er] nivem de alvabor (sic).

psaume : Miserere mei, Deus, sedm (secundum) [magnam misericordiam tuam....(vraisemblablement verset 3 entier)].

doxologie : e u o u a e = Gloria Patri...

antienne : Asperges me ysopo, et mundabar, lavabis me, et sup[er] nivem de alvabor.

psaume : Amplius lava me, [...] (psaume 50, verset 4)

doxologie : Gl[ori]a Patri et P (Filio)... om[ne]s flantia dicat.

antienne : Asp[er]ges me,...
Si le copiste ne le notait rien, avec cette structure adaptée à la procession, on peut considérer que le psaume 50 fût entièrement chanté dans cette version vieux-romain. Dans ce cas, il est probable que c'était les chantres qui effectuaient les versets de psaume, comme l'Ave Maria de Lourdes comptant 27 strophes en solo (publiée en 1875).

## Composition tardive
À la Renaissance, plusieurs compositeurs écrivirent cette antienne en polyphonie. L'augmentation de durée n'empêchait pas la liturgie, car l'antienne accompagne la procession de célébrants, assez longue. Mais la création en polyphonie ne devint pas de tendance :
- Ludwig Senfl († 1542)[9]
- Cristobal de Morales († 1553)[10]
- Alonso de Trujillo († 15..)[11]
- Filipe de Magalhães († 1652)[12]

Il existe peu d'œuvres classiques de ce texte. Celle de Michael Haydn était conçue comme pièce d'une messe solennelle :
- Michael Haydn († 1806) : MH573[13]

Au XIXe siècle, en tant qu'organiste Anton Bruckner composa ses Asperges me accompagnées d'orgue :
- Anton Bruckner († 1896)
  - Deux Asperges me, WAB 3[14]
  - Asperges me, WAB 4[15]